# NEWS MORNING
NEWS MORNING（ニュース・モーニング）とは、朝日ニュースターで2011年度放送された早朝のコンプレックス形式のマガジン番組である。

## 概要
- 平日の7:00-8:00に放送された。番組では前日夜放送された「ニュース解説 眼」の再放送や、最新の文字ニュース等を提供していた。
- 2012年3月30日の放送をもって、朝日ニュースターがテレビ朝日直営になる抜本的番組改正のために終了となった。

## 時間割
基本的な編成
- 7:00-7:10　ニュース解説 眼（前日23:00-23:10の再放送）
- 7:10-7:20　朝日新聞ニュース（季節に応じた環境映像と、その時間までに入電している主なニュースを字幕で紹介）
- 7:20-7:25　ブランドニュー・ステーション（主に絵画や骨董品の展示会についての紹介。ナレーター・中里雅子）
- 7:25-7:30　通信販売のインフォマーシャル
- 7:30-7:40　ニュース解説 眼（7:00-7:10に同じ）
- 7:40-7:50　朝日新聞ニュース（7:10-7:20に同じだが、速報が入った場合はその都度差し替えあり）
- 7:50-7:55　朝日ニュースターからの番組のお知らせ（季節に応じた環境映像と、主な定時番組の案内、および臨時の放送休止などについての告知）
- 7:55-8:00　通信販売のインフォマーシャル